# Montpellier HSC
Montpellier Hérault Sport Club är en fotbollsklubb i Montpellier i Frankrike, professionell sedan 1978. Klubben spelar för närvarande i Frankrikes högsta division, Ligue 1 och tränas av Olivier Dall'Oglio. Hemmamatcherna spelas på Stade de la Mosson. 

## Historia
Montpellier Hérault Sport Club grundades 1919 under namnet Stade Olympique Montpelliérain av Association Générale Sportive Montpelliéraine (AGSM), som bestod av en handfull rika och ambitiösa medborgare i Montpellier. Staden Montpellier hade varit i processen att skapa en idrottsklubb i staden sedan 1914, men idén dog på grund av första världskriget. Vid skapandet av idrottsföreningen ägnade man sig huvudsakligen till fotboll, rugby union, friidrott, tennis och boxning. Klubbens huvudkontor var beläget på det lokala Café de Paris och bar stadens färg, röd och vit. Några månader efter grundandet sammanslogs SO Montpellier, på råd av sin första president, med den lokala klubben La Vie au Grand Air du Languedoc (VGAL), som bildades i augusti 1917 och hade enbart ägnat sig åt fotboll.
1989 döptes klubben om till Montpellier Hérault Sport Club efter att man fått ekonomiskt stöd från allmänna rådet i Hérault. Man kom sedermera att tävla allt mer konsekvent i första divisionen. Montpellier hade också en grupp talangfulla spelare under denna tid, bland andra Laurent Blanc, Eric Cantona, Daniel Xuereb, Wilbert Suvrijn och Carlos Valderrama.
Klubben vann serien och blev franska mästare säsongen Säsongen 2011/2012 för första gången där Olivier Giroud blev skyttekung tillsammans med Nené.  Det var en av fotbollshistoriens mest skrällartade ligatitlar (då laget säsongen innan slutade på en 14:e plats i ligan). Laget har även vunnit franska cupen två gånger: 1932 och 1990, och den franska andradivisionen tre gånger: 1946, 1961 och 1987.

## Spelare

### Truppen
| Nr | Land      | Pos | Namn            |
| -- | --------- | --- | --------------- |
| 1  | Schweiz   | MV  | Jonas Omlin     |
| 2  | Frankrike | F   | Arnaud Souquet  |
| 3  | Frankrike | F   | Mamadou Sakho   |
| 5  | Portugal  | F   | Pedro Mendes    |
| 6  | Frankrike | MF  | Junior Sambia   |
| 7  | Serbien   | F   | Mihailo Ristić  |
| 8  | Kamerun   | F   | Ambroise Oyongo |
| 9  | Frankrike | A   | Valère Germain  |
| 10 | England   | A   | Stephy Mavididi |
| 11 | Frankrike | MF  | Téji Savanier   |
| 12 | Frankrike | MF  | Jordan Ferri    |
| 13 | Frankrike | MF  | Joris Chotard   |

| Nr | Land              | Pos | Namn                                |
| -- | ----------------- | --- | ----------------------------------- |
| 16 | Frankrike         | MV  | Dimitry Bertaud                     |
| 17 | Frankrike         | F   | Thibault Tamas                      |
| 18 | Frankrike         | MF  | Léo Leroy                           |
| 20 | Frankrike         | A   | Yanis Guermouche                    |
| 21 | Frankrike         | A   | Elye Wahi                           |
| 22 | Uruguay           | F   | Mathías Suárez                      |
| 23 | USA               | A   | Nicholas Gioacchini (lån från Caen) |
| 25 | Frankrike         | MF  | Florent Mollet                      |
| 26 | Brasilien         | F   | Matheus Thuler (lån från Flamengo)  |
| 28 | Kongo-Brazzaville | A   | Béni Makouana                       |
| 30 | Portugal          | MV  | Mathis Carvalho                     |
| 31 | Frankrike         | F   | Nicolas Cozza                       |

### Utlånade spelare
| Nr | Land      | Pos | Namn                                        |
| -- | --------- | --- | ------------------------------------------- |
|    | Frankrike | F   | Clément Vidal (i Ajaccio till 30 juni 2022) |